# Beničanci
Beničanci falu Horvátországban, Eszék-Baranya megyében. Közigazgatásilag Magadenovachoz tartozik. A község legnagyobb települése.

## Fekvése
Eszéktől légvonalban 39, közúton 51 km-re nyugatra, Nekcsétől 18 km-re északra, községközpontjától 2 km-re délnyugatra, a Szlavóniai-síkságon, a Nekcséről Alsómiholjácra menő út mentén, a Vučica régi folyása mentén fekszik.

## Története
A „Dubrava” lelőhely őskori és középkori leletei arról tanúskodnak, hogy itt már ősidők óta volt emberi élet. Beničanci annak a 18 szlavóniai falunak az egyike, ahova a török megszállás idején kálvinista magyarokat telepítettek. A kálvinista papok kihasználták a katolikus papok hiányát és elkezdték terjeszteni a kálvinista hitet. A lakosság rendkívül sokat szenvedett. Mind a török, mind a később a bécsi kamara alatt a hadak pusztításai és az adók kimerítették az embereket, így a megművelt területeket nem mindenhol lehetett megművelni és a népesség szó szerint éhezett. Gyakran elöntötte az árvíz is. A Vučicán két malom működött. A falu 1698-ban „Benichanczy” néven szerepel a szlavóniai települések kamarai összeírásában.
Az első katonai felmérés térképén „Benicsancze” néven található. Lipszky János 1808-ban Budán kiadott repertóriumában „Benichancze” néven szerepel. Nagy Lajos 1829-ben kiadott művében „Benichancze” néven 117 házzal, 688 katolikus lakossal találjuk.
1857-ben 691, 1910-ben 901 lakosa volt. Verőce vármegye Alsómiholjáci járásához tartozott. Az 1910-es népszámlálás adatai szerint lakosságának 81%-a horvát, 13%-a magyar, 2%-a német anyanyelvű volt. Az első világháború után 1918-ban az új szerb-horvát-szlovén állam, majd később (1929-ben) Jugoszlávia része lett. A második világháború idején a magyar és német lakosságot elűzték. Sokakat a valpói gyűjtőtáborba hajtottak. Helyükre később katolikus horvátok települtek. 1991-ben lakosságának 93%-a horvát, 3%-a roma nemzetiségű volt. 2011-ben a falunak 520 lakosa volt.

## Lakossága
| Lakosság változása | Lakosság változása | Lakosság változása | Lakosság változása | Lakosság változása | Lakosság változása | Lakosság változása | Lakosság változása | Lakosság változása | Lakosság változása | Lakosság változása | Lakosság változása | Lakosság változása | Lakosság változása | Lakosság változása | Lakosság változása |
| ------------------ | ------------------ | ------------------ | ------------------ | ------------------ | ------------------ | ------------------ | ------------------ | ------------------ | ------------------ | ------------------ | ------------------ | ------------------ | ------------------ | ------------------ | ------------------ |
| 1857               | 1869               | 1880               | 1890               | 1900               | 1910               | 1921               | 1931               | 1948               | 1953               | 1961               | 1971               | 1981               | 1991               | 2001               | 2011               |
| 691                | 720                | 683                | 753                | 1.074              | 901                | 853                | 825                | 803                | 1.023              | 1.012              | 764                | 618                | 612                | 604                | 520                |

## Gazdaság
A község gazdaságában a mezőgazdasági termelés és az állattenyésztés, a kereskedelem, valamint a vendéglátás dominálnak és más tevékenységeknek csak kis részben vannak képviselve. Az állattenyésztés és a szántóföldi gazdálkodás mellett kedvezőek a feltételek a kertészet, a gyümölcstermesztés, a kisállatok (baromfi, sertéstenyésztés) és a virágkertészet fejlesztéséhez. 1968-ban felfedezték a Beničanci olaj- és gázmezőt. 1972. május 10-én 17 kutat létesítettek Benicanci területén. 2001-re a termelés elérte a horvát olajtársaság teljes termelésének 17% -át.

## Nevezetességei
Illés próféta tiszteletére szentelt római katolikus temploma a šljivoševci plébánia filiája.

## Kultúra
KUD „Biseri Slavonije” Beničanci kulturális és művészeti egyesület. Az egyesületet 2004. január 6-án hozták létre azzal a céllal, hogy a gyermekek és fiatalok megismerjék saját régiójuk, valamint Horvátország más részeinek szokásait és táncait, és megőrizzék kulturális örökségüket. Az egyesületnek mintegy 70 aktív és támogató tagja van. Három szekcióból áll: egy kis tánccsoportból, egy felnőtt táncosokból álló csoportból és egy tamburazenekarból. A táncosok büszkén képviselik falujukat fesztiválokon egész Horvátország területén, de Bosznia Hercegovinában is. A gyermekcsoportban 30, 10 éves kor alatti gyermek tanulja és mutatja be a falu és környékének gyermekjátékait és táncait. Az egyesület szervezi az „Igra kolo na sokaku” folklór fesztivált, amely évente nyolc művészeti egyesületet hív meg Horvátországból és Bosznia-Hercegovinából. Ezenkívül Úrnapján és Karácsonykor szervezik meg a "Malo kolo" nevű gyermek folklór szemlét.

## Oktatás
A faluban a magadenovaci „Matija Gubec” általános iskola alsó tagozatos területi iskolája működik. A felső tagozatos tanulók a magadenovaci általános iskolába járnak.

## Sport
Az NK Beničanci labdarúgó csapata a megyei 2. ligában szerepel.

## Egyesületek
- DVD Beničanci önkéntes tűzoltó egyesület.
- LD „Srna” Beničanci vadásztársaság.
- „B&M” Beničanci- Malinovac ifjúsági egyesület